# 水分れ公園
水分れ公園（みわかれこうえん）は、兵庫県丹波市氷上町石生にある公園。本州一低い分水界である「水分れ」の近隣に作られている。

## 概要
丹波市石生地区には、本州一標高の低い中央分水界（石生交差点あたりで95.45m、分水点延長約1,250m）があり、その境界上にある道路の南に加古川水系支流の高谷川が流れており、公園はその上流にある。
なお、公園の少し下流（西側）にある、国道175号と国道176号が交わる十字路交差点は「水分れ交差点」といい、南にある国道176号の橋は「水分れ橋」である。（水分れ橋は標高101.04m）
高谷川の公園入口付近に用水路の分岐点が設けられ、用水路側は分水界の北側へ導かれてここを起点に黒井川、竹田川、土師川、由良川を経て約70km先の日本海へ流れていく。また、高谷川本流は加古川を経て約70km先の瀬戸内海へ流れていく。
公園内には、丹波市立氷上回廊水分れフィールドミュージアム（旧・水分れ資料館）、人工の滝や広場が整備されている。また、延喜式神名帳に記載されている式内社である「𡶌部（）神社」（「イソ」は山偏に石）がある。

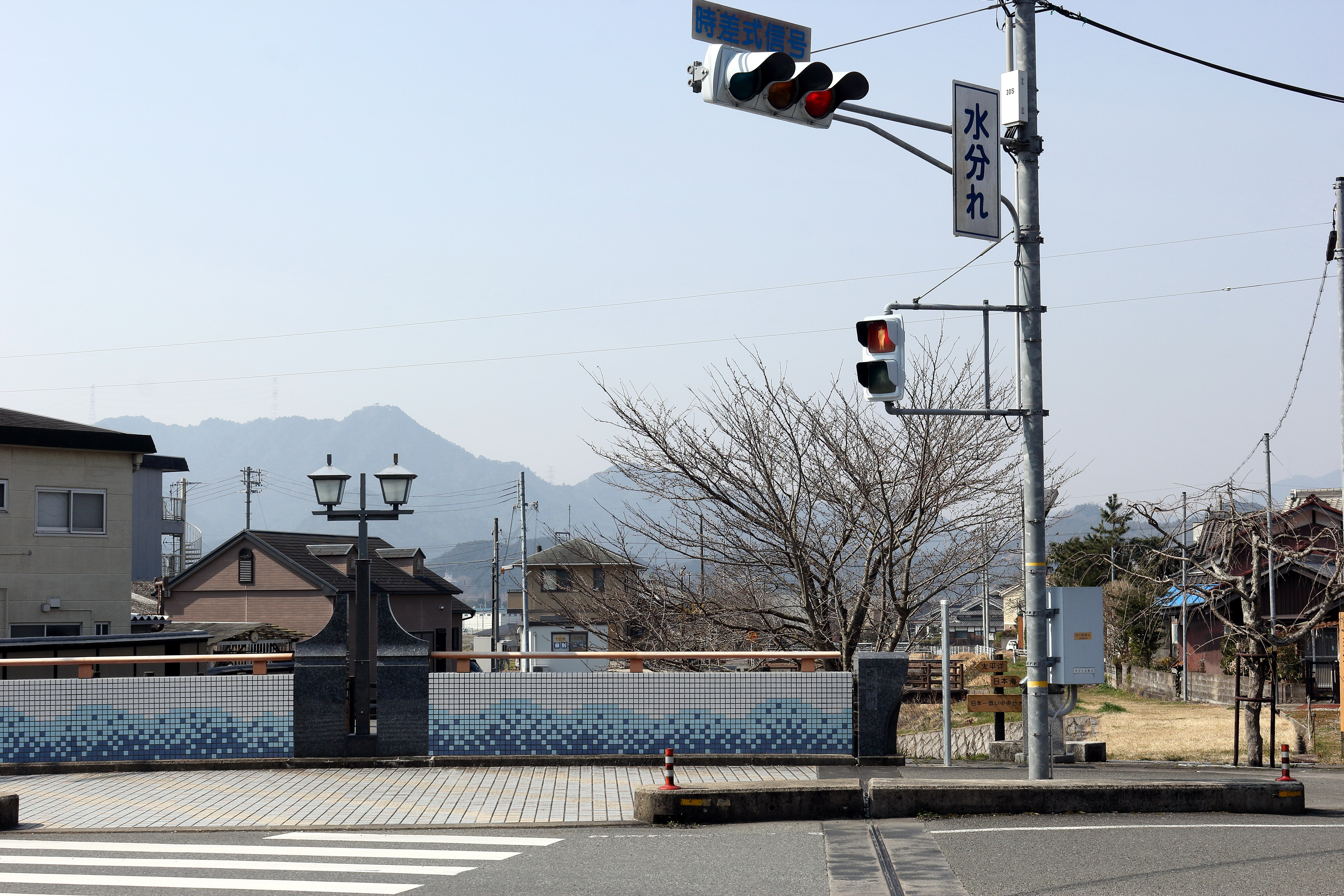
水分れ橋と水分れ交差点
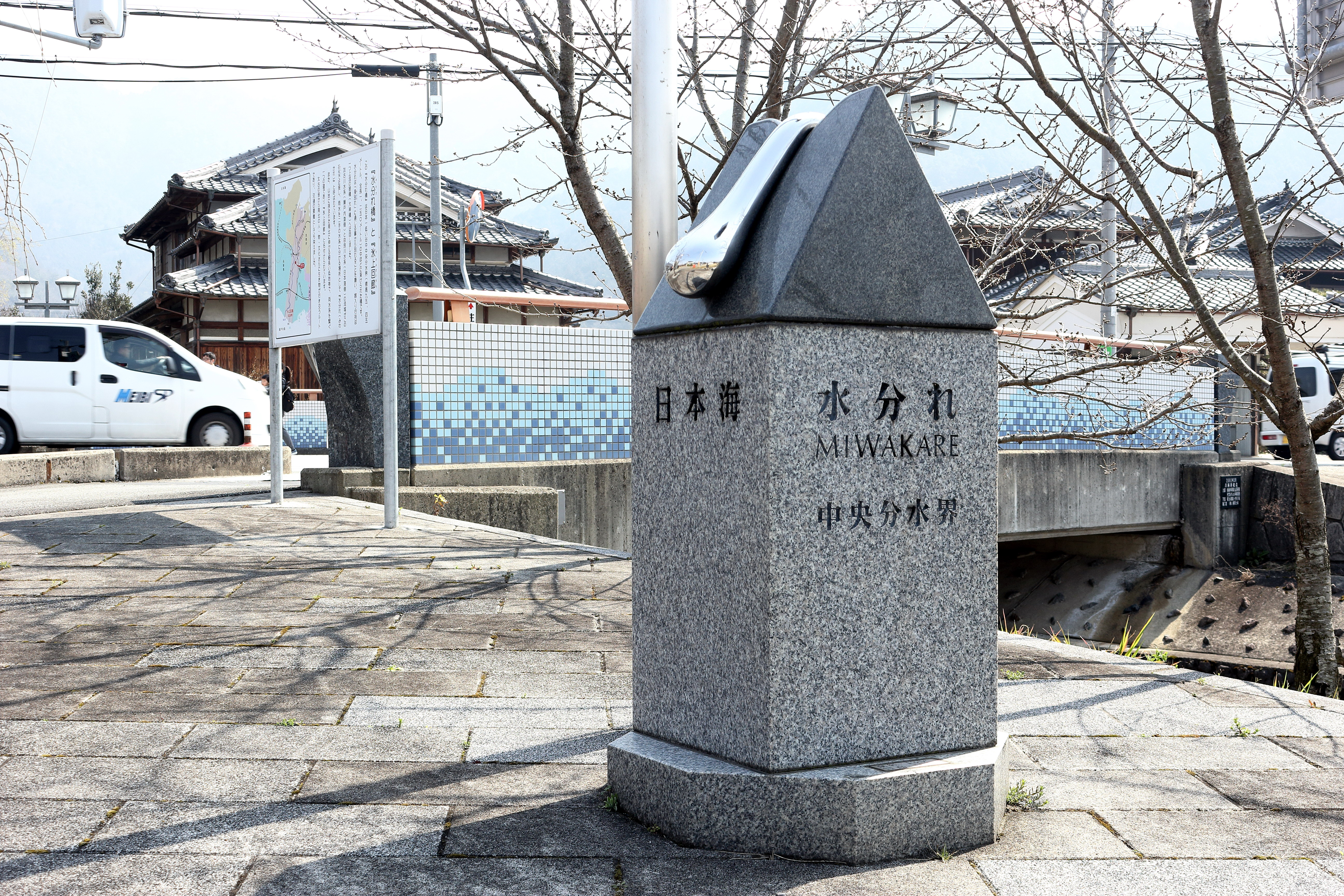
日本一低い中央分水界の記念碑
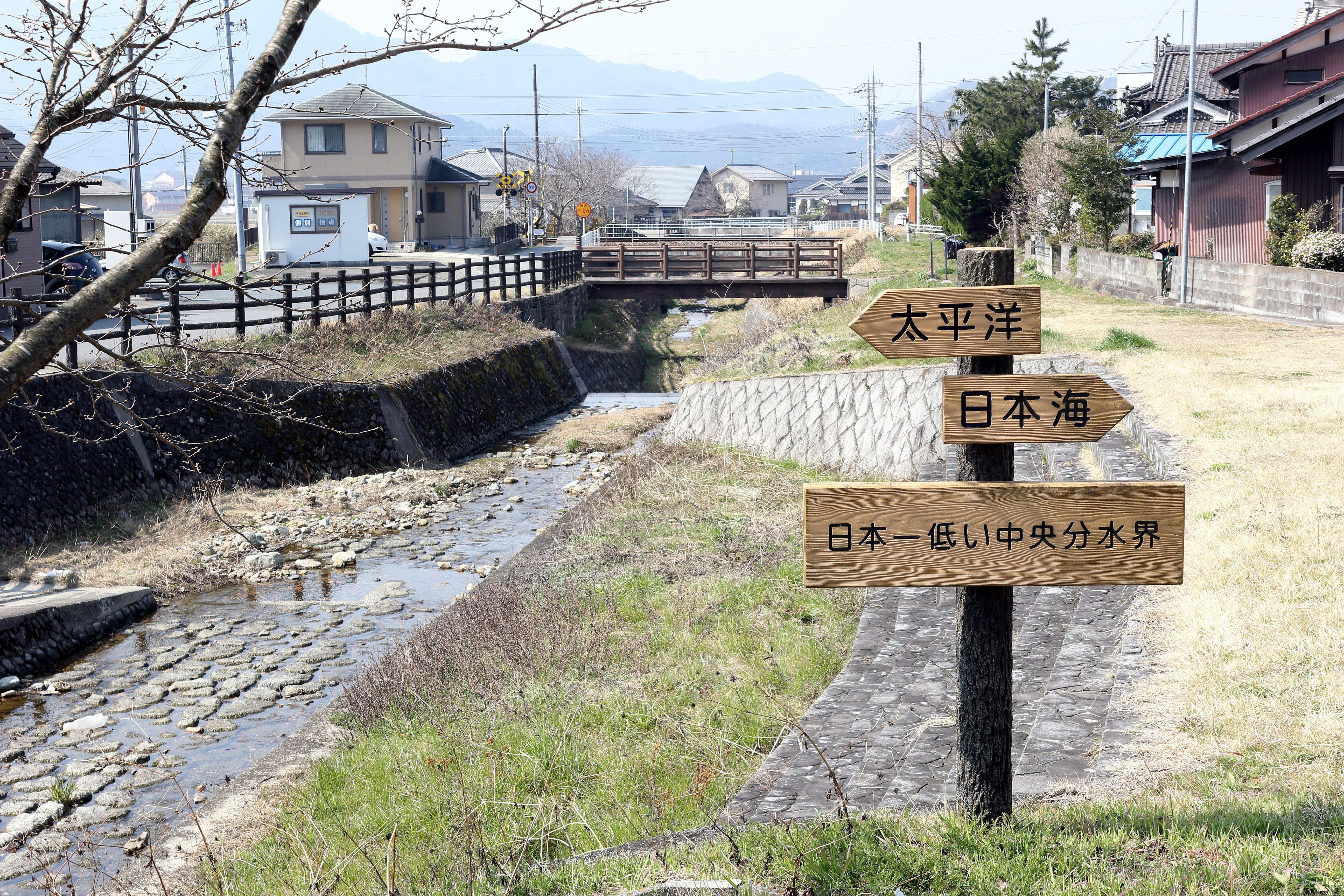
日本一低い中央分水界の標識と高谷川

## 位置、交通アクセス
位置
北緯35度9分2秒 東経135度4分19秒 / 北緯35.15056度 東経135.07194度
自動車
- 国道175号、国道176号、「水分れ交差点」の東約500m

公共交通
- JR福知山線 石生駅から東へ徒歩約10分。